# Gråbröstad spindeljägare
Gråbröstad spindeljägare (Arachnothera modesta) är en fågel i familjen solfåglar inom ordningen tättingar.

## Utseende och läte
Gråbröstad spindeljägare är 17–18 cm lång solfågel med olivgul ovansida och streckat grått på bröst och buk. Jämfört med javaspindeljägaren är streckningen svagare undertill och når inte hela vägen fram till undergumpen. Vidare är buken ljusare och näbben längre och med nedåtböjd. Bland lätena hörs gnissliga "tshe-yee tshe-yee!", som blöta skor på slätt underlag.

## Utbredning och systematik
Gråbröstad spindeljägare delas upp i tre underarter med följande utbredning:
- Arachnothera modesta caena – södra Myanmar och norra thailändska halvön
- Arachnothera modesta modesta – södra Thailand (söder om Kranäset), Malackahalvön och västra Borneo
- Arachnothera modesta concolor – Sumatra och Mentawiarkipelagen

## Levnadssätt
Gråbröstad spindeljägare hittas i skogsområden i lågland och lägre bergstrakter där den födosöker i de nedre och mellersta skikten. Födan består av spindlar, men även insekter som syrsor och myror samt nektar. Ägg har noterats i slutet av april och ungfåglar maj–augusti på Malackahalvön, medan äggläggning rapporterats från Borneo i februari. Den bygger ett grunt skålformat bo som vanligen fästs på undersidan av stora blad 1,5–2,5 meter ovan mark.

## Status och hot
Arten har ett stort utbredningsområde, men tros minska i antal, dock inte tillräckligt kraftigt för att den ska betraktas som hotad. Internationella naturvårdsunionen IUCN listar därför arten som livskraftig (LC).

## Galleri

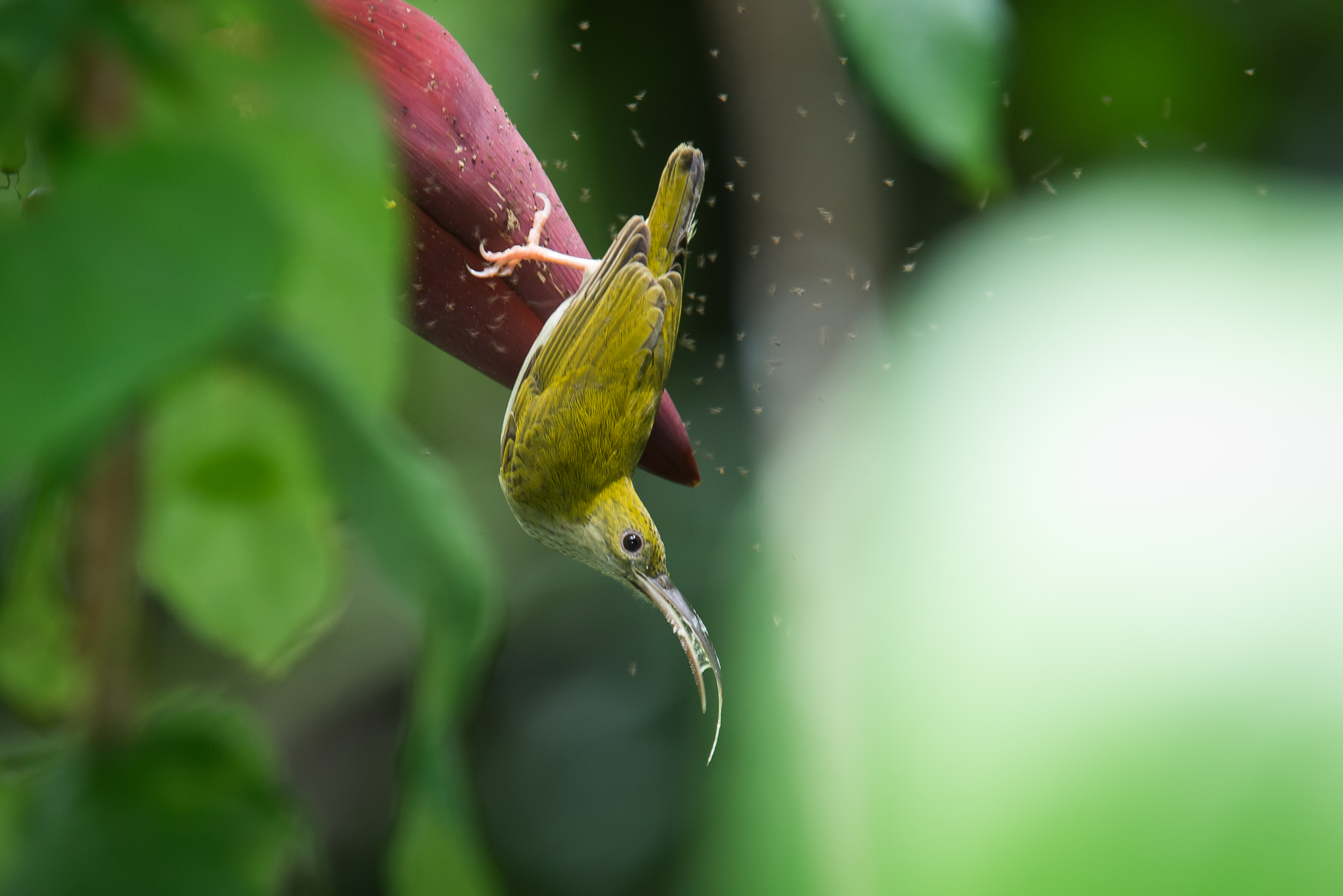
Hängande på blad.
- Video med pickande fågel.